# La gatta e la volpe
La gatta e la volpe (Man Trouble) è un film commedia statunitense del 1992, diretto da Bob Rafelson e con protagonisti Jack Nicholson e Ellen Barkin.

## Trama
Il soprano Joan Spruance, divorziata dal direttore d'orchestra, riceve minacce telefoniche da un maniaco, e le attenzioni del collega Eddy Revere. Quando le svaligiano casa si rivolge all'allevatore Harry Bliss per avere un cane. Tra Harry e Joan nasce una simpatia, ma le cose si complicano quando l'avvocato di Redmond Layls, un noto mafioso, marito di Andy Ellerman, offre a Harry del denaro per trovare un manoscritto in cui la donna traccia una biografia del boss. Mentre l'idillio tra Harry e Joan assume contorni passionali, quest'ultima viene assalita nel garage della casa di Andy dal maniaco mascherato, che a stento riesce a mettere in fuga.
Mentre il matrimonio di Harry è sempre di più instabile, Harry e Joan riescono a scoprire la clinica dove Andy è segregata. Joan si sostituisce a lei nel tentativo di liberarla, ma questa si riappacifica col marito, mentre viene scoperto il doppio gioco di Harry, la scoperta dello stato civile di Harry fa infuriare Joan che lo caccia, Lee viene a riprendersi il cane che Harry aveva dato a Joan che gli era stato concesso in prestito. Mentre la televisione dà notizia dell'arresto del maniaco, Eddie offre a Joan di accompagnarla, ma dalla cicatrice sulla mano lei capisce che è lui l'aggressore. Questi la porta in collina, ma Harry, interviene in tempo, e dopo aver sconfitto il rivale, riconquista l'affetto della donna.